# James Folsom senior
James Elisha Folsom Sr., auch bekannt als „Big Jim“, (* 9. Oktober 1908 im Coffee County, Alabama; † 21. November 1987 in Cullman, Alabama) war ein US-amerikanischer Politiker (Demokratische Partei) und der 45. Gouverneur von Alabama.

## Frühe Jahre und politischer Aufstieg
James Folsom besuchte die University of Alabama, das Howard College und die George Washington University. Allerdings erhielt er niemals einen Collegeabschluss. Folsom begann 1933 seine politische Karriere mit einer Niederlage bei der Wahl für einen Abgeordnetenposten im Staatskonvent des Federal Prohibition Amendment. Ferner wurde er zwei Mal, 1936 und 1938, beim Anlauf auf den US-Kongress besiegt. Er scheiterte auch 1942 bei seinem ersten Versuch für das Amt des Gouverneurs von Alabama. Folsom arbeitete zwischen 1937 und 1946 für die Emergency and Aid Insurance Company. Ferner diente er im Zweiten Weltkrieg. Er kehrte zurück, um sich um seine todkranke Ehefrau zu kümmern.

## Gouverneur von Alabama
Am 5. November 1946 wurde Folsom zum 45. Gouverneur von Alabama gewählt. Seine Vereidigung fand am 20. Januar 1947 statt. Ferner wurde er am 2. November 1954 noch einmal für eine zweite Amtszeit gewählt. Während seiner Amtszeiten stiegen die finanziellen Ausgaben für die Förderung des Bildungswesens, den Highwaybau und die Altersbezüge. Die Segregation in Hotels und innerhalb staatlicher Busse wurde von den Bundesgerichten für verfassungswidrig erklärt. Ferner wurden Hunderte von Meilen an Verbindungsstraßen im ganzen Staat errichtet.

## Weiterer Lebenslauf
Folsom verließ am 19. Januar 1959 sein Amt als Gouverneur und kehrte zu seinem Versicherungsgeschäft in Cullman zurück. Er scheiterte 1962 mit seinem dritten Kandidaturversuch für das Amt des Gouverneurs, sowie bei verschiedenen anderen Malen. James Elisha Folsom Sr. verstarb am 21. November 1987 und wurde in Cullman beigesetzt. Er war zweimal verheiratet und zwar mit Sarah Albert Carnley, sowie mit Jamelle Moore. Das Ergebnis dieser Verbindungen waren sieben Kinder. Sein Sohn James Folsom Jr. war von 1993 bis 1995 ebenfalls Gouverneur von Alabama. Er war auch der Onkel von Cornelia Wallace, der zweiten Ehefrau von George Wallace, einem weiteren Gouverneur von Alabama.